# جائزة إسبانيا الكبرى 1970
جائزة إسبانيا الكبرى 1970 هو سباق فورمولا 1 أقيم بتاريخ 19 أبريل 1970 في مدريد، إسبانيا. كان الثاني من أصل 13 في بطولة العالم لسباقات الفورمولا واحد موسم 1970. حلّ البريطاني جاكي ستيورات أولا بينما جاء النيوزلندي بروس ماكلارين في المركز الثاني وحصل على المركز الثالث الأمريكي ماريو أندريتي.